# Аэропорт Волгоград (станция)
Аэропорт Волгоград— железнодорожная станция Волгоградского региона Приволжской железной дороги, расположена в посёлке Аэропорт Дзержинского района города Волгограда возле входа в терминал «А» международного аэропорта.

## Движение по станции
По состоянию на май 2018 года, по станции курсировали следующие пригородные электропоезда.
| № поезда | Маршрут движения                    | № поезда | Маршрут движения                   |
| -------- | ----------------------------------- | -------- | ---------------------------------- |
| 6704     | Аэропорт Волгоград' — Шпалопропитка | —        | —                                  |
| -        | -                                   | 6707     | Шпалопропитка — Аэропорт Волгоград |
| -        | -                                   | 6711     | Шпалопропитка — Аэропорт Волгоград |
| -        | -                                   | 6719     | Шпалопропитка — Аэропорт Волгоград |
| -        | -                                   | 6721     | Шпалопропитка — Аэропорт Волгоград |
| 6724     | Аэропорт Волгоград — Шпалопропитка  | —        | —                                  |
| -        | -                                   | 6725     | Шпалопропитка — Аэропорт Волгоград |
| -        | -                                   | 6727     | Шпалопропитка — Аэропорт Волгоград |
| 6730     | Аэропорт Волгоград — Шпалопропитка  | —        | —                                  |
| 6736     | Аэропорт Волгоград — Шпалопропитка  | —        | —                                  |
| -        | -                                   | 6741     | Шпалопропитка — Аэропорт Волгоград |
| 6744     | Аэропорт Волгоград — Шпалопропитка  | —        | —                                  |
| 6746     | Аэропорт Волгоград — Шпалопропитка  | —        | —                                  |